# Правдивая история киномузыки
«Правдивая история киномузыки» — пятисерийный документальный телефильм, рассказывающий о музыке в российском кино, её зарождении, эволюции, расцвете и сегодняшнем дне. От искусства тапёров и первых советских звуковых лент, до новейших тенденций в киномузыке и искусства сегодняшних «тапёров». В фильме участвуют кинорежиссёры: Э. Рязанов, П. Тодоровский, В. Тодоровский; композиторы: А. Рыбников, Э. Артемьев, Г. Гладков, А. Кролл, А. Сигле; дирижёр С. Скрипка, искусствоведы: Т. Егорова, И. Гращенкова. Первая и вторая серии вышли в 2006 году, третья и четвёртая — в 2007, пятая — в 2008.